# 청봉초등학교
청봉초등학교는 대한민국 강원특별자치도 속초시에 있는 공립 초등학교이다.

## 학교 연혁
- 2005.03.02 청봉초등학교 설립인가
- 2007.03.01 청봉초등학교 개교 (15학급 편성)
- 2007.03.01 초대 정효남 교장 부임
- 2007.04.13 청봉초등학교 개교식
- 2013.02.15 제6회 졸업식(총 졸업생 수 490명)
- 2020년 1월 14일 : 제13회 졸업식(총 졸업생수 1,190명)
- 2020년 3월 1일 : 30학급 편성
- 2020년 3월 1일 : 제6대 김동수 교장 부임
- 2023년 3월 1일 : 33학급 편성
- 2023년 9월 1일 : 제7대 정준교 교장 부임
- 2024년 1월 3일 : 제17회 졸업식(총 졸업생 수 1,647명)

## 학교 상징
- 교훈 : 밝은 얼굴, 맑은 마음
- 교목 : 배롱나무(인내와 정진)
- 교화 : 부용화(포용력 있는 마음)

## 참고 자료
- 청봉초등학교 - 한국교육학술정보원 학교알리미